# 언어공학
언어공학(言語工學, Language engineering)은 비용과 결과를 측정하고 예측할 수 있는 자연어 처리 시스템의 생성을 포함한다. 자연어 처리 및 전산 언어학과 대조되는 별개의 분야이다. 언어 공학의 최근 추세는 기계 처리 가능한 언어 데이터의 생성, 보관, 처리 및 검색을 위한 시맨틱 웹 기술의 사용이다.

## 같이 보기
- 자연어 처리